# Tristão da Cunha
Tristão da Cunha (o Tristan da Cunha; 1460 circa – 1540 circa) è stato un navigatore portoghese.

## Biografia
Fu uno dei principali collaboratori di Afonso di Albuquerque. La sua più grande scoperta fu quella dell'arcipelago che porta il suo nome nell'Atlantico meridionale. Esplorò poi le coste del Madagascar, della Somalia e l'isola di Socotra nell'Oceano Indiano.
Fu nominato primo viceré portoghese in India nel 1504, ma non poté accettare a causa di una cecità temporanea. Nel 1506 fu nominato comandante di una flotta di 15 navi inviata presso la costa orientale dell'Africa e in India. Suo cugino, Afonso de Albuquerque, era a capo di un gruppo di cinque navi appartenenti a questa flotta, gruppo che in seguito si distaccò. Dal 1514 servì come ambasciatore dal re Manuel I del Portogallo presso Papa Leone X. In seguito divenne membro del consiglio privato portoghese. Fu il padre di Nuno da Cunha.
Morì nel 1540 e le sue spoglie vennero inumate nella chiesa di Nostra Signora dell'Incarnazione, ad Olhalvo.